# أميت دوتا
أميت دوتا (بالإنجليزية: Amit Dutta)‏ هو مخرج هندي، ولد في 5 سبتمبر 1977.

## وصلات خارجية
- أميت دوتا على موقع IMDb (الإنجليزية)
- أميت دوتا على موقع ألو سيني (الفرنسية)
- أميت دوتا على موقع أول موفي (الإنجليزية)
- أميت دوتا على موقع قاعدة بيانات الفيلم (الإنجليزية)
- أميت دوتا على موقع كينوبويسك (الروسية)